# Attosekunda
Attosekunda (symbol: as) to jednostka podwielokrotna (ułamkowa) jednostki czasu – sekundy w układzie SI, równa jednej trylionowej części sekundy.
{\displaystyle 1\,\mathrm {as} =10^{-18}\,\mathrm {s} =0{,}000\,000\,000\,000\,000\,001\ \mathrm {s} }
Słowo "attosekunda" jest złączeniem przedrostka atto i jednostki sekunda. Atto- pochodzi od duńskiego słowa osiemnaście (atten).
- 1 attosekunda – czas, w którym foton przebywa odległość równą dwunastu średnicom atomów wodoru.[a]